# 广西民族博物馆
广西民族博物馆，位于广西壮族自治区南宁市青秀山文化风景区，是广西壮族自治区级专题性民族文化博物馆。

## 简介
2001年，广西壮族自治区人民政府决定建设广西民族博物馆。2001年10月，广西壮族自治区文化厅成立了广西民族博物馆项目领导小组，并且设广西民族博物馆建设办公室。2003年1月，广西壮族自治区人民政府主席李兆焯在广西壮族自治区人大一次会议上作政府工作报告，将广西民族博物馆列为广西壮族自治区当年新建开工的重大项目之一。2003年3月，广西壮族自治区人民政府第三次主席办公会要求把广西民族博物馆建成一流的省级民族博物馆。2003年3月，广西民族博物馆馆址定在南宁市青秀山风景区内，占地面积130亩，投资2.5亿元人民币，是中华人民共和国成立以来广西最大的文化投资项目。2003年4月，广西壮族自治区文化厅决定组建广西民族博物馆建设办公室。2003年8月，广西壮族自治区机构编制委员会同意成立广西民族博物馆筹建办公室。2003年9月，广西壮族自治区文化厅任命广西壮族自治区文化厅文物处处长覃溥兼任广西民族博物馆馆长。
2003年9月，由广西民族博物馆承办的全区民族文物调查征集培训班在南宁市举行。2003年12月，广西民族博物馆建筑设计方案竞标会在南宁市举行，广西建筑综合设计院的设计方案入选。2003年12月，广西生态博物馆建设与发展模式高级研修班在河池市南丹县举行。2004年9月，广西壮族自治区文化厅决定成立广西民族博物馆建设领导小组。2004年10月，广西民族博物馆土石方工程开工。2006年3月2日，广西民族博物馆建设工程开工。2006年5月，广西民族博物馆获得国家发改委补助中央预算内投资8000万元人民币。2007年12月15日，主楼工程主体封顶。2008年12月11日，广西民族博物馆开馆仪式举行。2009年5月1日，正式对公众免费开放。2013年10月29日，广西民族博物馆与广西师范学院合作成立的“广西影视人类学研究中心”挂牌仪式在广西民族博物馆举行。2016年12月30日，广西民族博物馆召开第一届理事会成立大会，广西民族博物馆是中国民族类博物馆成立理事会首家试点单位。2017年，广西民族博物馆被中国博物馆协会评为第三批国家一级博物馆。
广西民族博物馆位于南宁市青秀山风景区内，毗邻邕江，馆区由主楼、广西传统民居文化生态展示园组成。主楼建筑面积29370平方米，外形取自铜鼓。馆内常设6个固定陈列：《五彩八桂——广西民族文化陈列》、《穿越时空的鼓声——铜鼓文化》、《壮族文化展》、《多彩中华——中华民族文化展》、《缤纷世界——世界民族文化展览》、《昨日重现——百年老物件展》。此外还设有两个临时展厅。
广西民族博物馆馆藏文物三万多件（套），其中国家三级以上文物三千多件（套），分为民族服饰、银器、生产生活用具、民间工艺、宗教信仰、织锦刺绣等，以青铜器、竹木器、银饰、纺织品为主。

## 生态博物馆

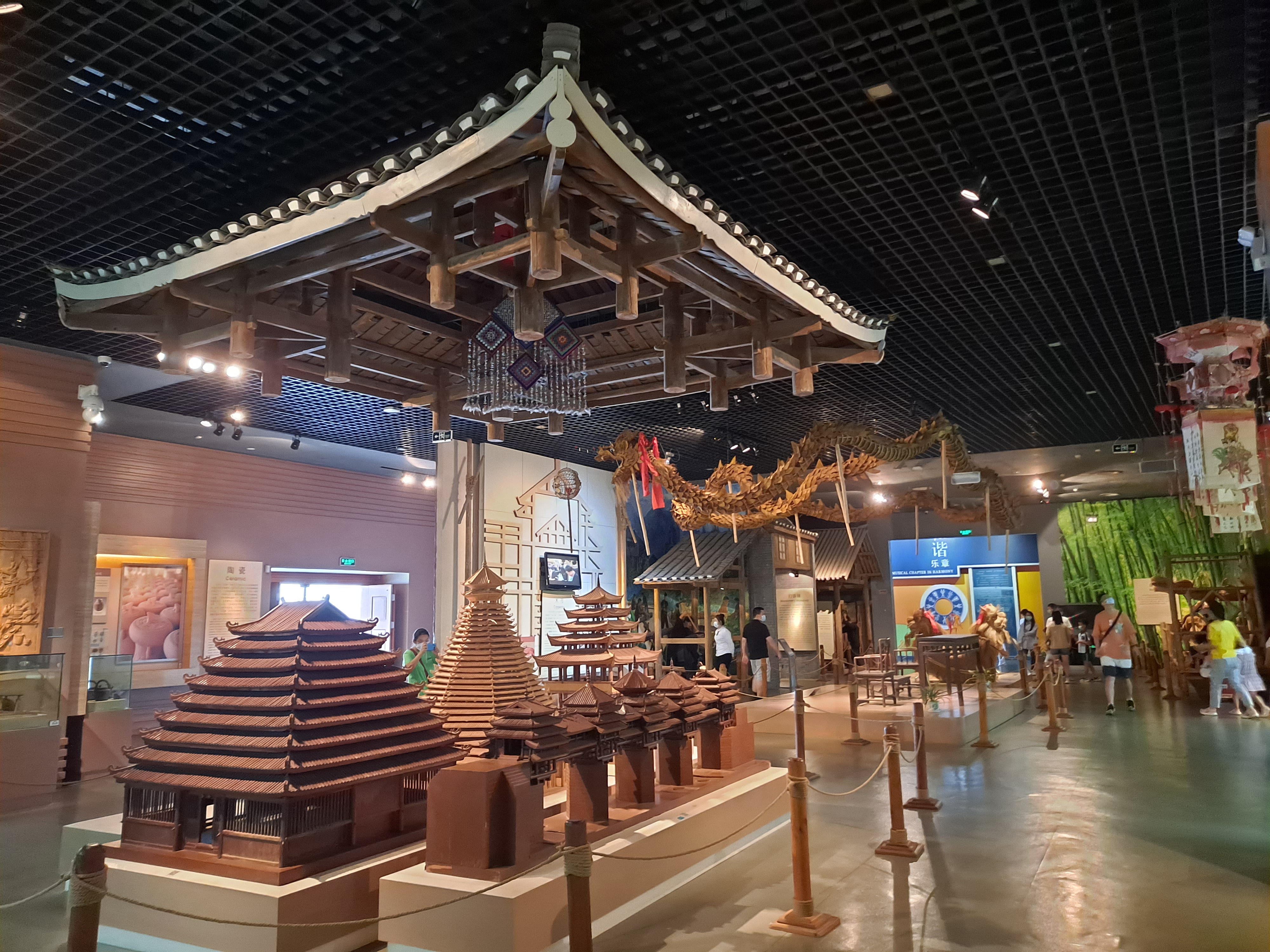
博物馆内部一览

1980年代末至1990年代初，中国国家博物馆的苏东海率先自国外引进生态博物馆理念，在贵州省开展了中国内地第一批生态博物馆实践。2004年，广西壮族自治区文化厅吸收贵州省、云南省、内蒙古自治区民族生态博物馆建设经验，采用以广西民族博物馆为核心，辐射广西壮族自治区各地的民族生态博物馆“1+10”建设模式，先后建成10座民族生态博物馆：
- 南丹里湖白裤瑶生态博物馆：2004年11月26日开馆[1]。
- 三江侗族生态博物馆：2004年11月28日开馆[1]。
- 靖西旧州壮族生态博物馆：2005年9月9日开馆[1]。
- 贺州客家生态博物馆：2007年4月13日开馆[1]。
- 那坡黑衣壮生态博物馆：2008年9月26日开馆[1]。
- 灵川长岗岭商道古村生态博物馆：2009年5月27日开馆[1]。
- 东兴京族生态博物馆：2009年7月29日开馆[7]。
- 融水安太苗族生态博物馆：2009年11月26日开馆[8]。
- 龙胜龙脊壮族生态博物馆：2010年11月15日开馆[1]。
- 金秀坳瑶生态博物馆：2011年5月26日开馆[9]。